# Cantonul Tournefeuille
Cantonul Tournefeuille este un canton din arondismentul Toulouse, departamentul Haute-Garonne, regiunea Midi-Pyrénées, Franța.

## Comune
- Cugnaux
- Tournefeuille (reședință)
- Villeneuve-Tolosane